# Église Notre-Dame-de-l'Assomption d'Avenas
L'église Notre-Dame-de-l'Assomption d'Avenas est située dans la nouvelle commune de Deux-Grosnes au centre de l'ancienne commune d'Avenas dans le département du Rhône. C'était à l'origine l'église du monastère d'Avenas qui appartenait au chapitre de Mâcon. L'autel du XIIe siècle est classé au titre d'objet depuis 1901 dans la base Palissy du patrimoine mobilier français du Ministère de la Culture.

## Origine de l'église
Il existe plusieurs hypothèses sur la création de l'église de Notre-Dame d'Avenas. Certains pensent qu'il s'agit de Louis le Débonnaire (appelé aussi «le Pieux») qui l'aurait fait ériger en commémoration de la victoire obtenue par Charlemagne sur Ganelon sur la montagne de Torvéon alors qu'il était de passage à Avenas en 824 ou 830. Il se rendait à Aix-en-Provence pour un concile. Une autre explication serait de l'attribuer à Saint Louis lors de son passage à Mâcon le 12 juillet 1248. Une autre serait de voir Louis VI ou Louis VII, comme fondateur. Le problème est d'identifier le roi Louis qui est représenté et cité sur le panneau sud de l'autel de l'église.

## Description du bâtiment

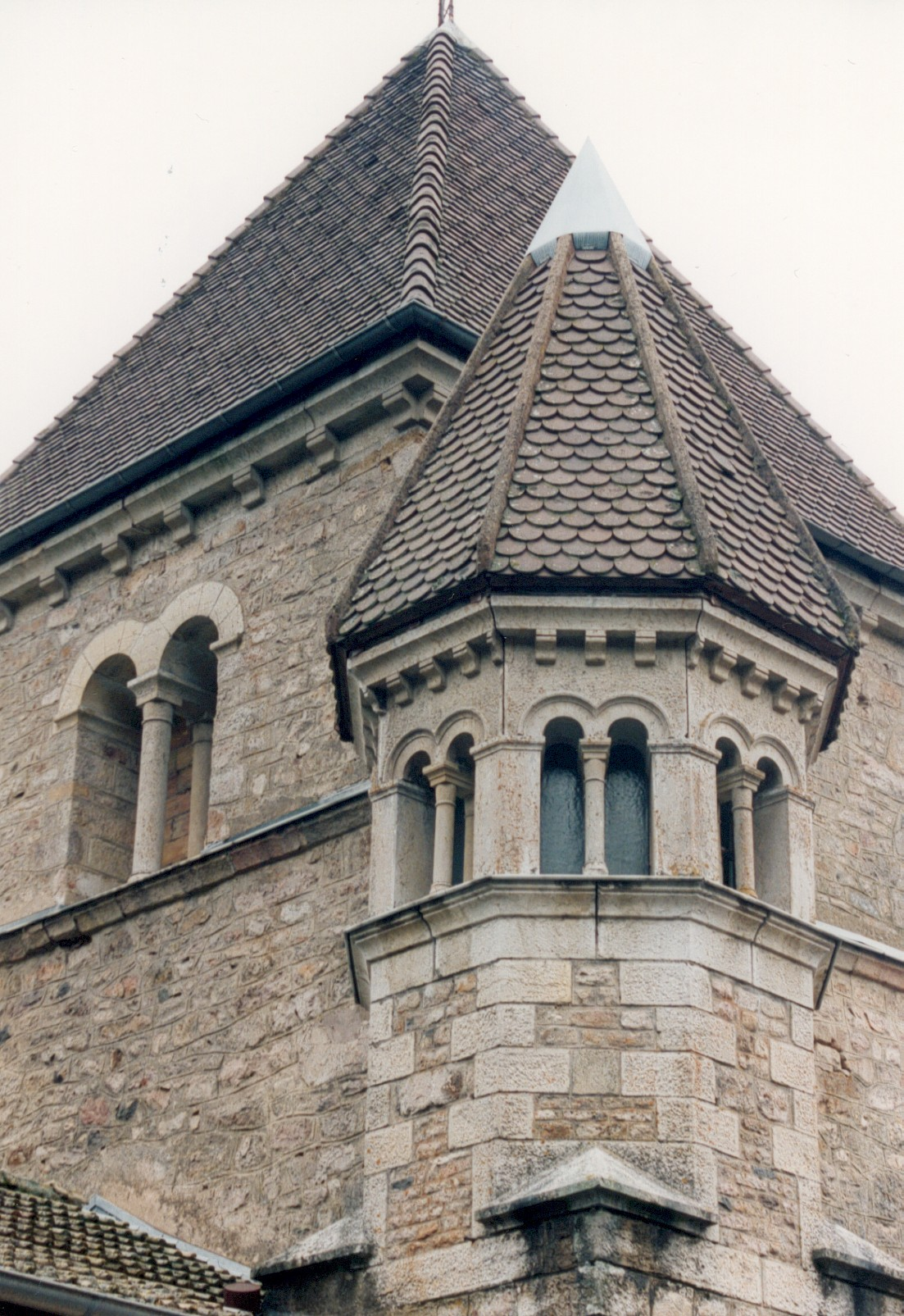
Clocher

L'église est un édifice roman simple avec un toit ouvert sur la nef. La croisée du transept est couronnée par un dôme ajouré sur arcades, deux courtes voûtes croisées et une abside à arcades attenantes. Les quatre pilastres sont décorés de fleurs et leurs chapiteaux ont la forme de feuilles, de fleurs, d'une tête humaine et d'un serpent à deux têtes. Trois statues en bois sont disposées dans l'église: saint Joseph, saint Claude dans la nef et une Vierge à l'enfant dans le transept nord.  
Le clocher a deux abat-son avec des chapiteaux romans, la tourelle ainsi que la sacristie date de la rénovation de 1906.
Les rénovations de 1956-1960 ont permis d'enlever le crépi des murs pour faire apparaître les pierres d'origine. Les vitraux datent de cette époque et ont été réalisés par Luc Barbier.

## L'autel

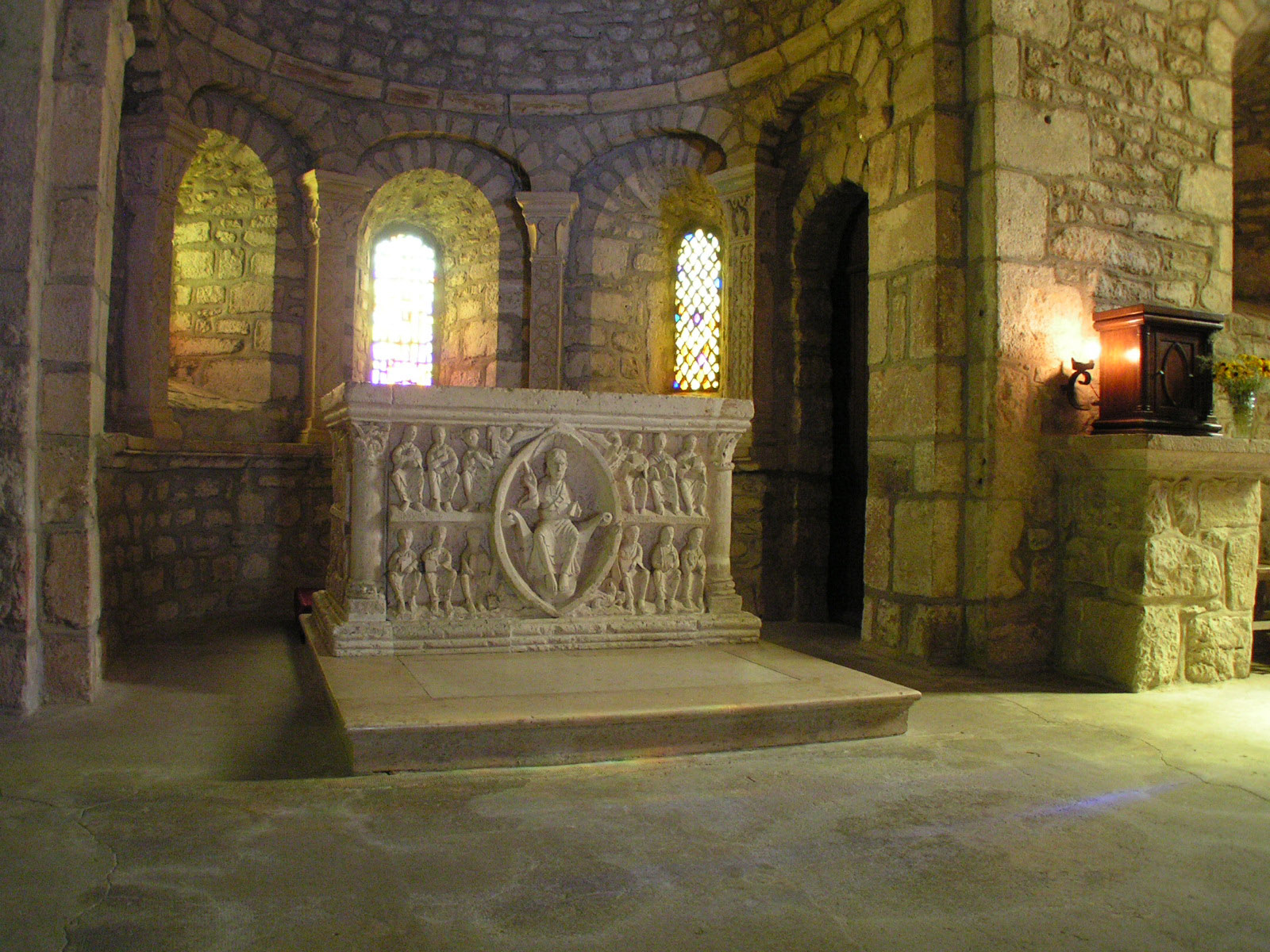
L'autel en calcaire blanc du XIIe siècle.

Au centre du chœur se trouve un autel taillé dans du calcaire blanc, classé au titre d'objet depuis 1901 dans la base Palissy du patrimoine mobilier français. C'est un parallélépipède rectangle composé de quatre blocs de calcaire, créé vers 1120. Il a été restauré en 1987. L'œuvre est attribuée au « sculpteur de Cluny III », le style présente des similitudes avec celui du tympan de Mâcon. Trois côtés de l'autel portent des scènes en haut-relief, quatre colonnes sont aux angles. La face arrière n'est pas sculptée.

### Dessus de l'autel
Le dessus de l'autel est creux comme les autels païens qui étaient creusés pour recueillir le sang des bêtes sacrifiées. À chaque coin et au centre, sont gravés des svastikas.

### Côté ouest

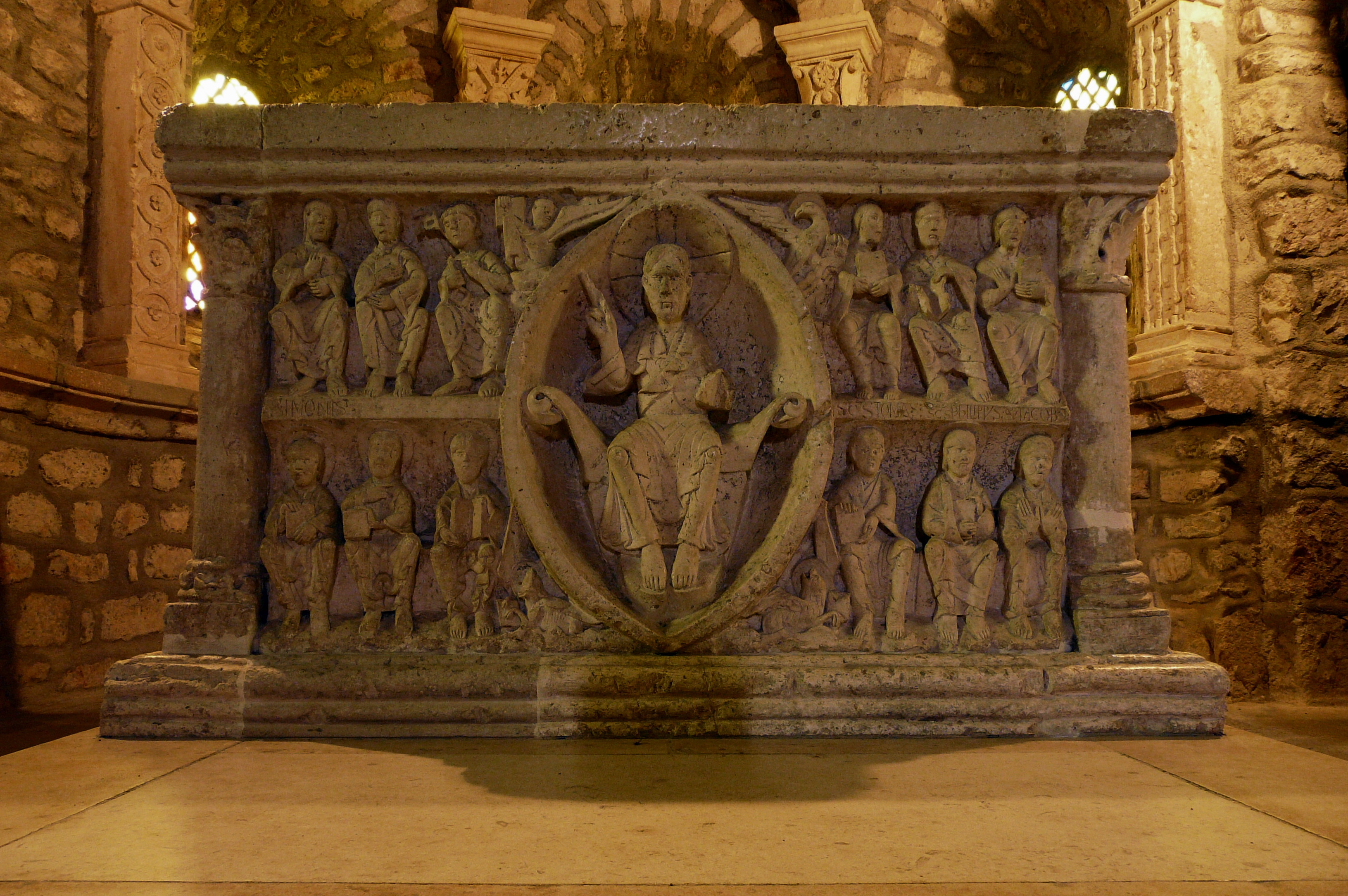
Côté ouest.

Sur le front ouest, un Christ glorifié trône dans une grande mandorle, donnant des bénédictions, entouré de ses apôtres. La figure du Christ pose les pieds à plat sur le tabouret devant son trône. Il a la main droite levée et il bénit avec deux doigts qui ont une taille surdimensionnée par rapport au reste de la sculpture. Il tient dans la main gauche, un livre et ce livre se retrouve aussi dans les mains de chacun des apôtres, qu'il soit ouvert ou fermé. Un seul apôtre en bas à droite n'a pas de livre mais a les bras en attitude d'orante. Aux quatre coins de la mandorle, on aperçoit les symboles des quatre évangélistes, l'homme qui représente Matthieu, l'aigle pour Jean, le lion pour Marc et le taureau pour Luc. Les douze apôtres sont divisés en groupes de trois sur deux niveaux ; Saint Pierre se reconnaît à sa clé, quelques noms sont gravés : Thomas, Philippe, Jacques et Simon,.

### Côté nord

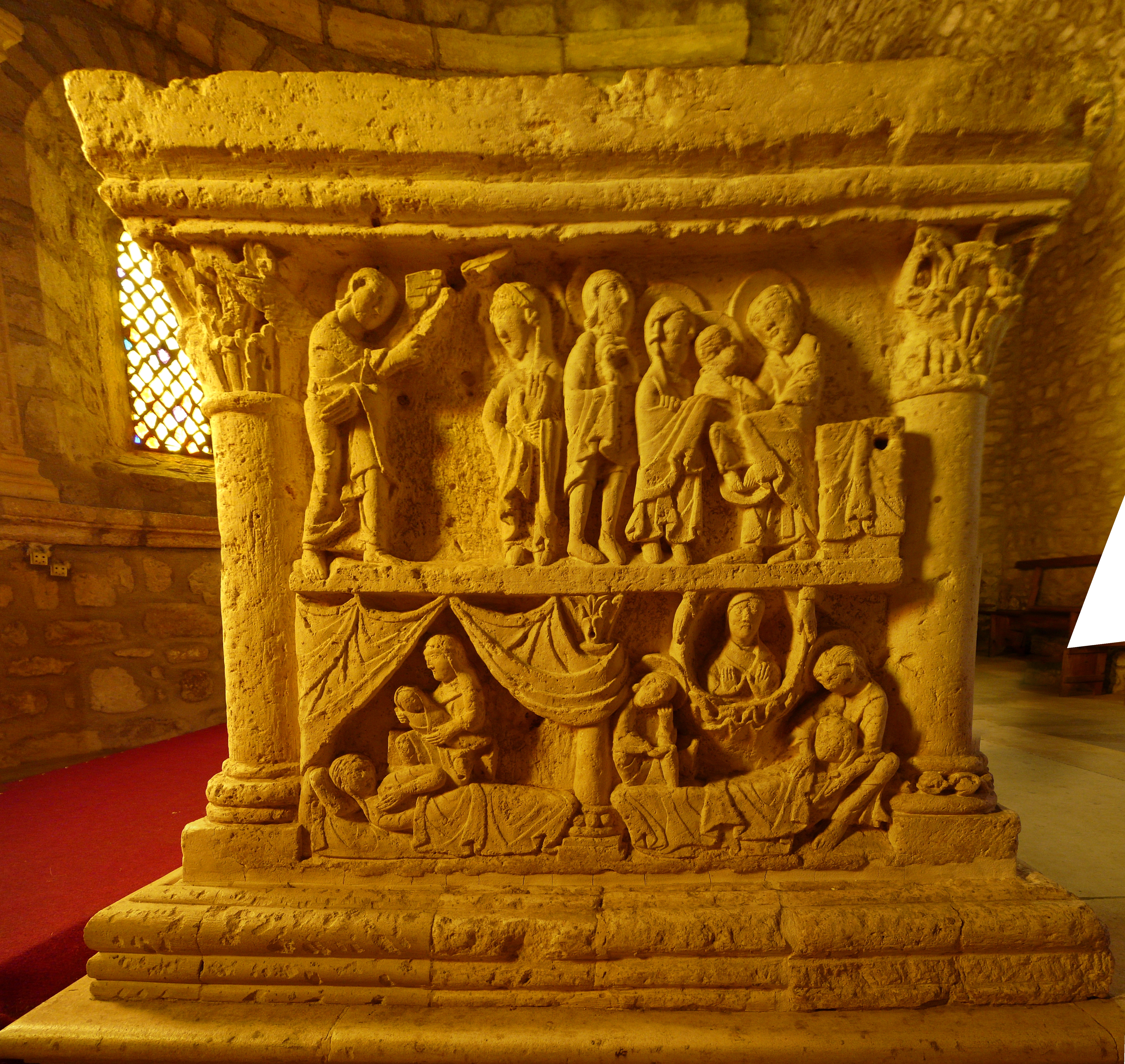
Côté nord.

Au nord, la vie de la Vierge Marie est représentée sur quatre scènes, deux scènes en haut et deux scènes en bas. En haut à gauche, l'Annonciation, à droite la Présentation de Jésus au Temple, en bas à gauche une scène de Nativité et à droite l'Assomption de Marie. 
Dans le panneau de l'Annonciation, l'ange est représenté à gauche et Marie à droite avec un grand espace non sculpté entre les deux personnages.  
Dans le panneau de la présentation de Jésus au Temple, Marie donne Jésus à Siméon et leurs mains sont recouvertes d'un voile. Joseph à l'arrière porte deux colombes et a lui aussi les mains voilées,. 
Les deux scènes du bas, la Nativité et l'Assomption de Marie sont séparées par une colonne.
Dans la scène de la Nativité (à gauche), il pourrait s'agir soit de la nativité du Christ et la personne allongée est la Vierge, soit de la nativité de Marie et la personne allongée est sainte Anne. Derrière, la sage-femme tient l'enfant. Elles sont entourées de part et d'autre par un rideau qui s'enroule à droite sur la colonne séparant les deux scènes, la colonne représentant le Temple. 
Dans le dernier panneau – l'Assomption –, la Vierge est allongée, sa tête est soutenue par un apôtre et un autre soutient ses pieds, la tête appuyée sur son poing. Au dessus du lit, deux mains saisissent un drap contenant un buste symbolisant la Vierge qui monte au ciel. Ce buste a les deux mains en attitude d'orante comme l’apôtre sur le côté ouest de l'autel,.

### Côté sud

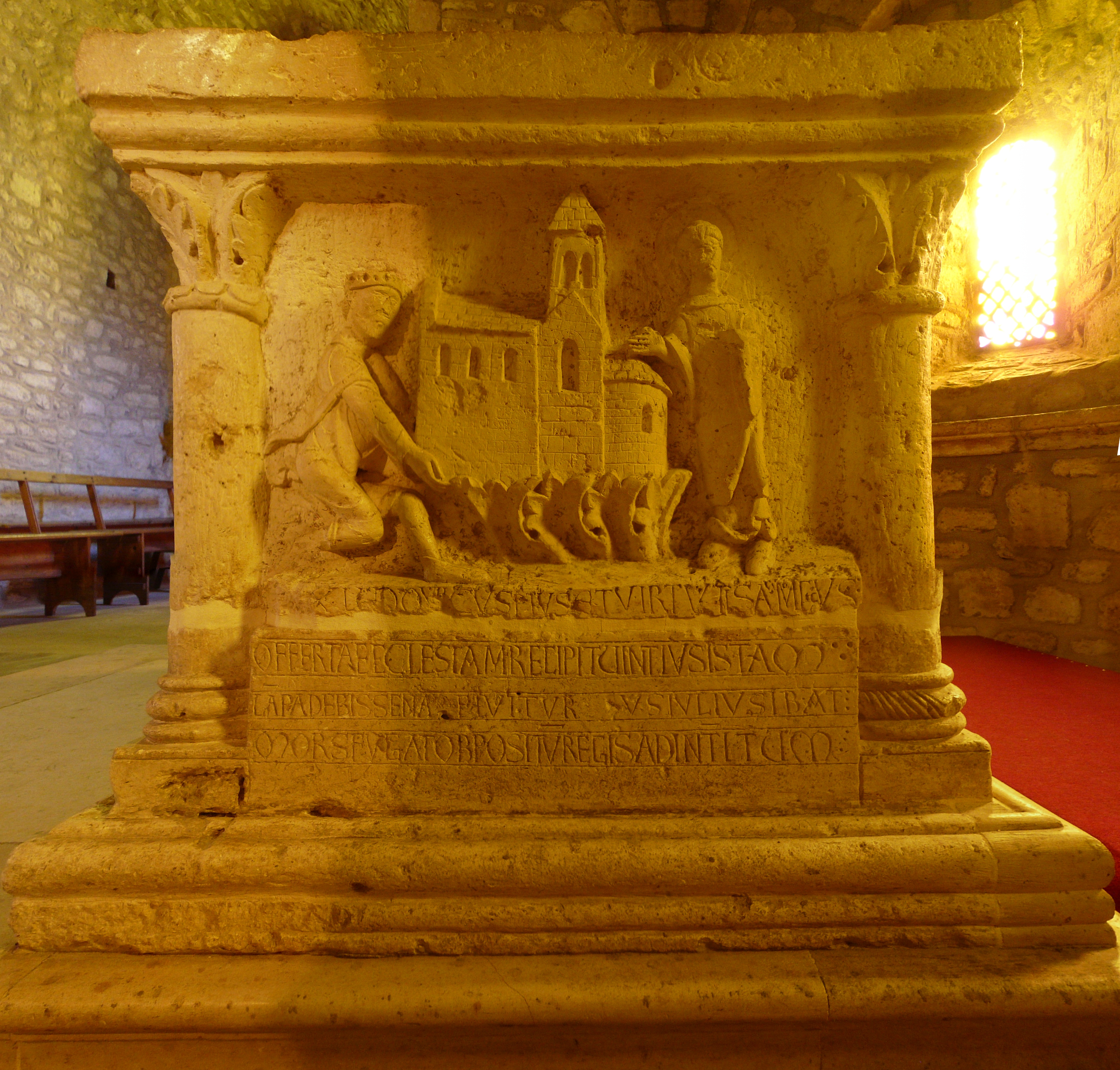
Côté sud.

Sur le côté sud, un personnage à gauche, le roi, présente la maquette de l'église d'Avenas, qu'il tient dans ses mains, à Saint Vincent. Saint Vincent représente le chapitre collégial de Mâcon qui lui était dédié. En dessous de cette scène, se trouve une inscription en latin :
```
(RE)X LVDOVICVS PIVS ET VIRTVTIS AMCVS
OFFERT AEECLESIAM RECIPIT UINTIVS ISTAM
LAPADE BISSENA FLVITVRVS IVLIVS IBAT
MORS FVGAT OBPOSITV REGIS AD INTITUM
[
22
]
```

traduite par : « Le roi Louis, pieux et ami de la vertu, offre cette église. Saint Vincent la reçoit. Dans une douzaine de jours, juillet allait être révolu, la mort met en fuite et conduit à sa perte celui qui s'oppose au roi. » Cette date correspond au 20 juin.
Le roi Louis n'est pas identifié de manière formelle et son identité est controversée.

### Côté est

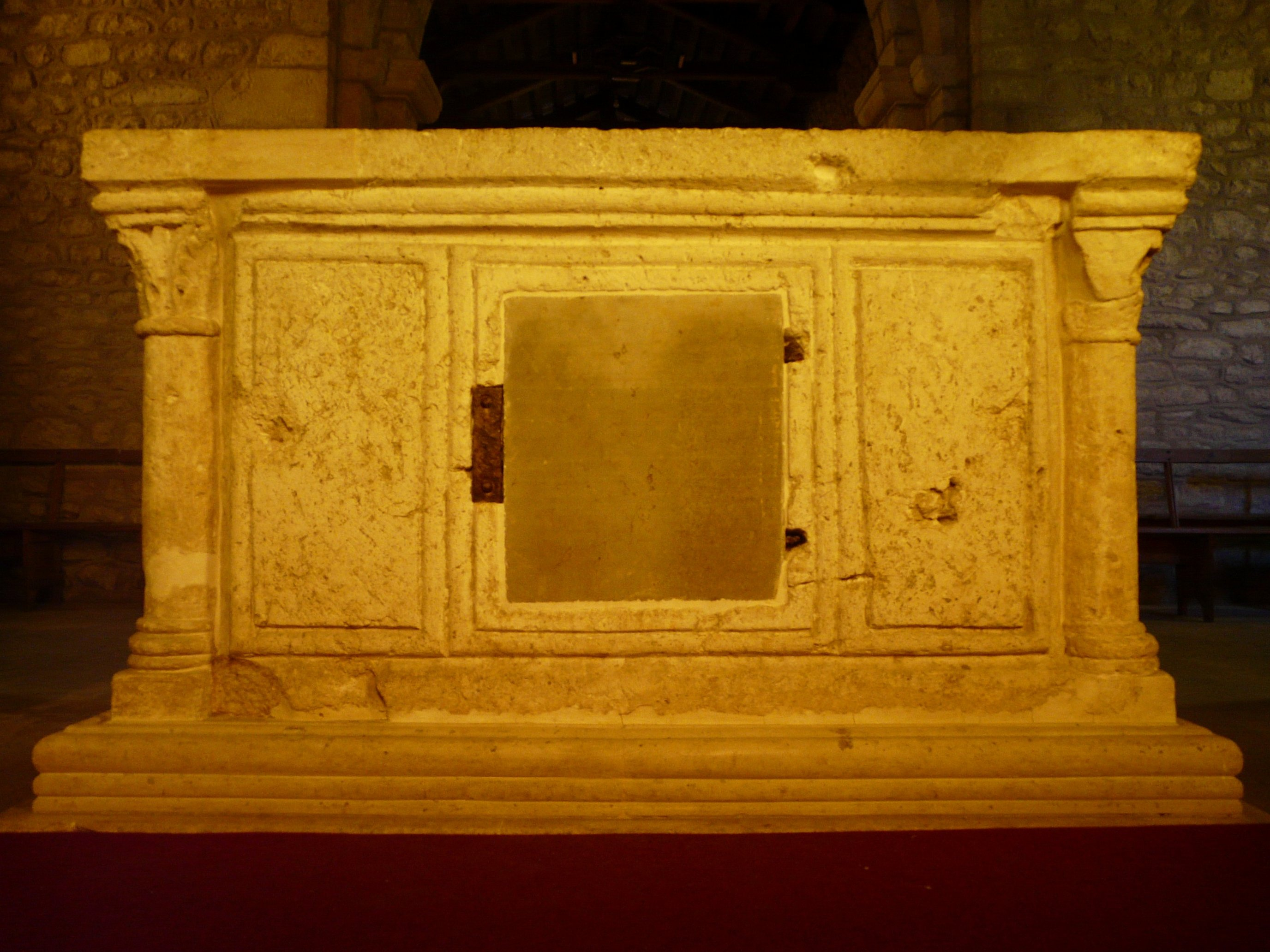
Côté est.

Le revers suggère que l'autel contenait des reliques : une porte donne accès à un espace à l'intérieur de l'autel.

## Pour compléter